# Sebeta
Sebeta è una città, capoluogo dell'omonimo woreda nella regione dell'Oromia, nell'Etiopia centrale. La città si trova ad un'altitudine di 2.356 metri sul livello del mare.

## Storia
Il 16 novembre 1969 venne scoperto un piano per un attentato all'Imperatore con una mina lingo la strada: otto persone vennero arrestate, tra cui il leader settantaseienne Tekle Wolde Hawariat, suicidatosi il giorno dopo una sparatoria con la polizia nella sua casa di Addis Abeba.
Una congregazione della chiesa evangelica etiope di Mekane Yesus si è stabilita nel 1979. La chiesa è stata bruciata durante una protesta dell'aprile 1994, e i leader della Chiesa ortodossa etiope hanno condannato il gesto.

## Società

### Evoluzione demografica
In base al censimento del 1994, la città era abitata da 14.100 persone.
Nel 2007 il censimento nazionale ha registrato una popolazione di 49.331 abitanti, di cui 24.356 maschi e 24.975 femmine.

### Religione
La maggioranza degli abitanti è di religione cristiana ortodossa etiope con il 71,1%, mentre il 16,87% è mussulmano e l'11,18% protestante.

## Cultura

### Istruzione
La scuola per persone non vedenti di Sebeta è divenuta parte della Fondazione Hailé Selassié I nel 1959, e la costruzione del nuovo edificio è iniziata il 4 ottobre 1962.

### Ricerca
L'Istituto etiope per la ricerca agraria è stato aperto nel 1967 e si occupa anche della ricerca nel campo ittico.

## Infrastrutture e Trasporti
La città è capolinea della ferrovia Addis Abeba-Gibuti